# آرتور هوسام
آرتور هوسام (انگلیسی: Arthur Housam; ۱۷ اکتبر ۱۹۱۷ – ۳۱ دسامبر ۱۹۷۵) بازیکن فوتبال بود.
از باشگاه‌هایی که در آن بازی کرده‌است می‌توان به باشگاه فوتبال ساندرلند اشاره کرد.